# Shimei-dōri
Le Shimei-dōri (紫明通, Shimei-dōri) est une voie du nord de Kyoto, dans l'arrondissement de Kita. Orientée est-ouest, elle débute au Kamo-kaidō et termine au Horikawa-dōri (en) en fusionnant avec le Kuramaguchi-dōri. 

## Description

### Situation
Le Shimei-dōri est une voie du sud-est de l'arrondissement de Kita, juste avant la rivière Kamo (加茂川), limite entre les arrondissements de Kita et Sakyō. La rue commence dans le quartier Izumōji Matsunoshita-chō (出雲路松ノ下町) et termine au Murasakinomiyanishi-chō (紫野宮西町). Elle suit l'Asahi-dōri (旭通), le Kuramaguchi-dōri (鞍馬口通), qu'elle finit par rejoindre, et le Kamigoryōmae-dōri (上御霊前通) et précède le Goshodenshimo-dōri (御所田下通) et le Kitaōji-dōri (北大路通). La rue débute au Kamo-kaidō, près des berges du Kamo, et continue sinueusement vers le sud pour atteindre le Horikawa-dōri, où elle rejoint le Kuramaguchi-dōri,.
La rue mesure quelque 1 100 mètres,. La circulation se fait dans les deux sens, puisque la rue est très large et séparée par un terre-plein central occupé par des stationnements ou une allée boisée, en plus de trottoirs de chaque côté de la chaussée. D'une largeur pouvant aller de 20 à 40 mètres, la rue peut accommoder jusqu'à six voies,,. La rue est donc plus large que le Kitaōji-dōri (北大路通), principale rue est-ouest du nord de la ville, mais reçoit beaucoup moins de trafic dû à son tracé court.

### Voies rencontrées
De l'est vers l'ouest. Les voies rencontrées de la droite sont mentionnées par (d), tandis que celles rencontrées de la gauche, par (g). Seules les rues portant un nom sont listées.
1. Kamo-kaidō (加茂街道)
2. (g) Teramachi-dōri (en) (寺町通)
3. (d) Higashikamifusa-dōri (東上総通)
4. Karasuma-dōri (en) (烏丸通)
5. Kamifusa-dōri (上総通)
6. Muromachi-dōri (en) (室町通)
7. (d) Koromonotana-dōri (衣棚通)
8. Shinmachi-dōri (ja) (新町通)
9. (d) Aburanokōji-dōri (ja) (油小路通)
10. (g) Kuramaguchi-dōri (鞍馬口通)
11. (g) Ogawa-dōri (小川通)
12. Horikawa-dōri (ja) (堀川通)

- Sources : (ja) Université Ritsumeikan Asia Pacific (en), « 近代京都オーバーレイマップ », sur Art Research Center,‎ 2022 (consulté le 11 janvier 2023).

### Transports en commun
Les bus du réseau d'autobus de Kyoto (ja) circulent sur la rue entre Kamo-kaidō et Karasuma-dōri. On trouve l'arrêt Matsunoshita-chō (松之下町) coin Teramachi et Shimei, desservi par la ligne 37. D'autres arrêts proches de la rue sont Shimofusa-chō (下総町), desservi par la ligne 37 et proche du carrefour Karasuma-Shimei, et Horikawa-Kuramaguchi (堀川鞍馬口), proche du carrefour Horikawa-Kuramaguchi-Shimei et desservi par les lignes 9, 12 et 67,.
L'arrêt de métro le plus proche est Kuramaguchi, au coin de Kuramaguchi et Karasuma. 

## Odonymie
Le nom de la rue vient du thème du Sanshisuimei (山紫水明), qui signifie « Au coucher du soleil, les montagnes sont de pourpre, et les eaux de la rivière ruissellent paisiblement », en référence aux rivières de montagne. Ce thème est introduit par le peintre Rai San'yō au XVIIIe siècle pouvoir voir le plus haut sommet du mont Hiei, le pic du Shimei (四明岳, Shimeigatake) de son atelier, tout près de la rue,. Le nom a été attribué beaucoup plus tard, après la construction de la rue. Cependant, la rue n'est pas le premier lieu à porter le nom, car le Shimei Kaikan et l'école primaire Shimei (ja) (京都市立紫明小学校) ont été nommé ainsi dans les années 1930. 

## Histoire
La région était auparavant traversée par le canal du lac Biwa. La rue faisait partie du tracé secondaire du canal, qui se séparait du tracé principal par la pente de Keage (ja) jusqu'à Matsugasaki (ja), avant de traverser le fleuve Kamo par Shimogamo (ja), puis finir par rejoindre la rivière Hori (ja) (堀川 (京都府)). Après la Seconde Guerre mondiale, comme mesure préventive contre les incendies, dus aux nombreux raids aériens, plusieurs maisons sont démolies pour permettre d'élargir l'écart entre les quartiers,. C'est ainsi que la portion du canal sur la rivière Hori, jugé encombrant, est rempli et surélevé par un ponceau, et de cette façon a été créé le Shimei-dōri, qui longe le tracé de l'ancienne rivière Hori,. 
En 1997 ont lieu des consultations publiques et des discussions pour la réintroduction du Hori. En 2002, la ville lance un projet de revitalisation du Hori et du canal et la rivière refait son apparition en 2009, au milieu du terre-plein central du Shimei-dōri.

## Patrimoine et lieux d'intérêt
On trouvait anciennement sur la rue le restaurant cantonais Houmai (鳳舞), très réputé localement, mais fermé en 2009. Les enseignes ont depuis disparu. Au coin de Higashikamifusa se trouve le temple bouddhiste zen Myōsei-ji (妙清寺). Entre Koromonotana et Shinmachi se trouve le Shimei Kaikan (紫明会館), centre communautaire, mais anciennement un centre de réunion pour les anciens élèves de l'université de Kyoto, construit en 1932,. Aussi entre Koromonotana et Shinmachi se trouve l'école primaire et secondaire (ja) affiliée à l'université d'éducation de Kyoto. Les bureaux des maisons d'édition Tankōsha et Kōekisha (公益社), ainsi que ceux de la société SCREEN Holdings (en), se trouvent sur la rue. 

Quelques lieux d'intérêts
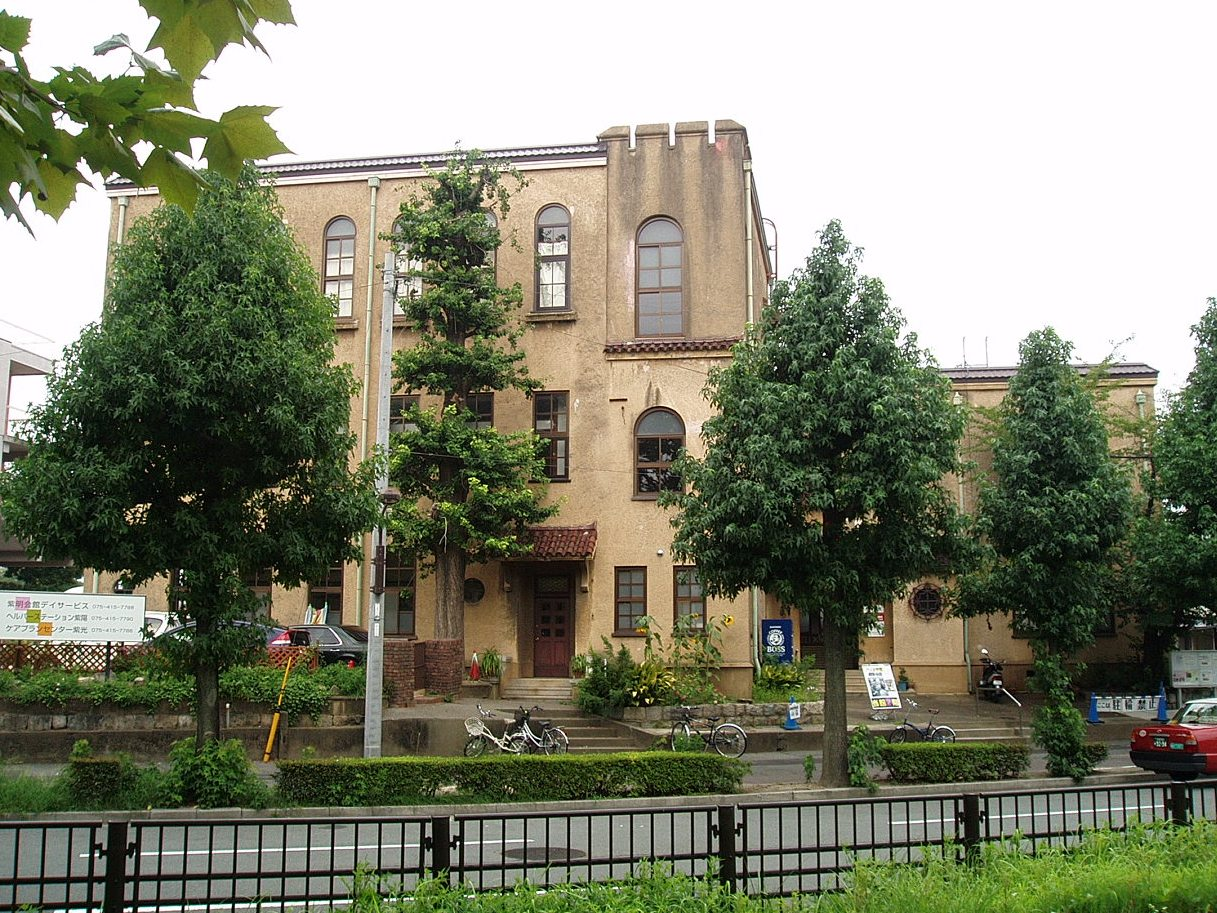
Le Shimei Kaikan.
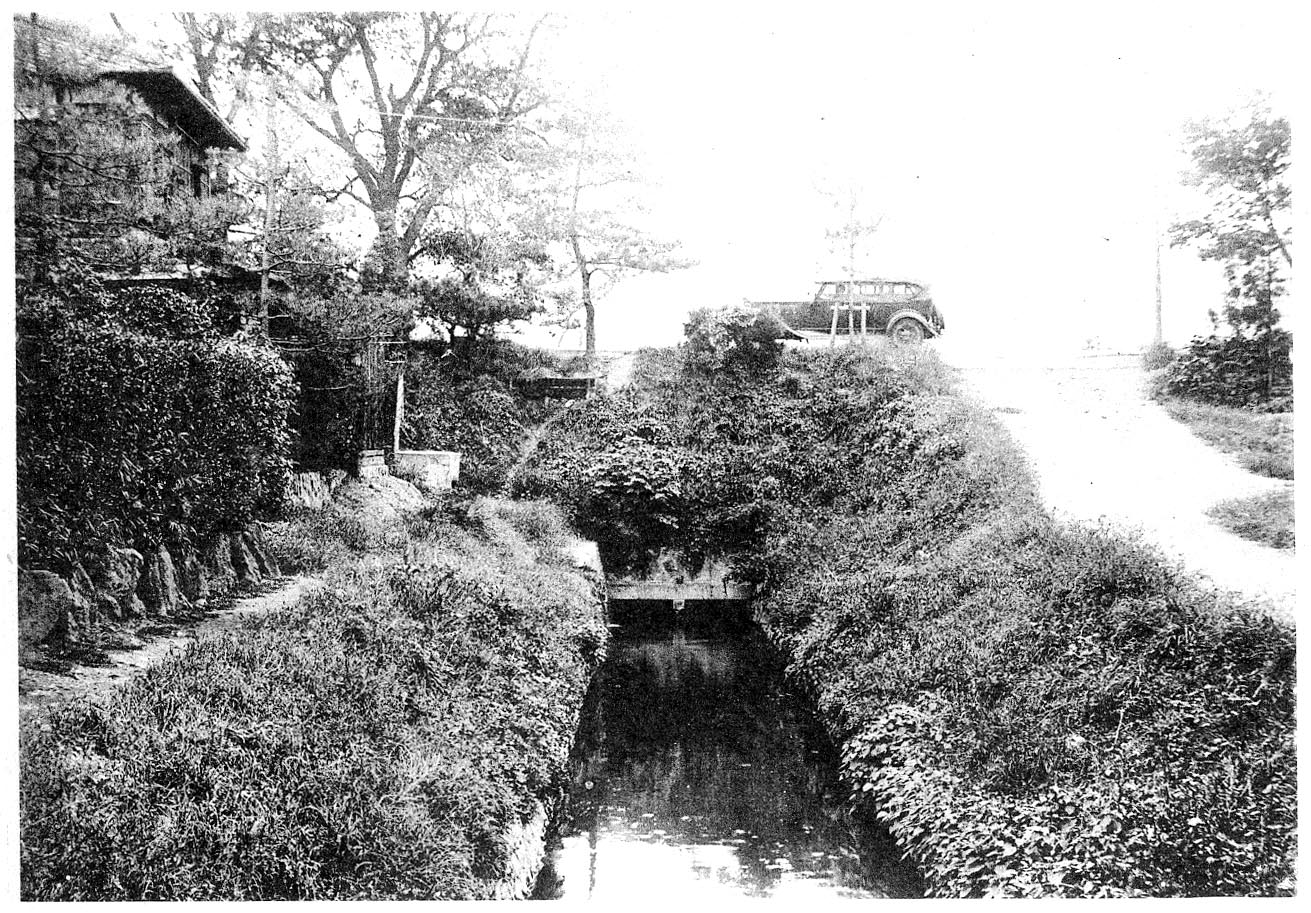
L'ancien canal au niveau de Kamo et de Shimei, ca. 1940.
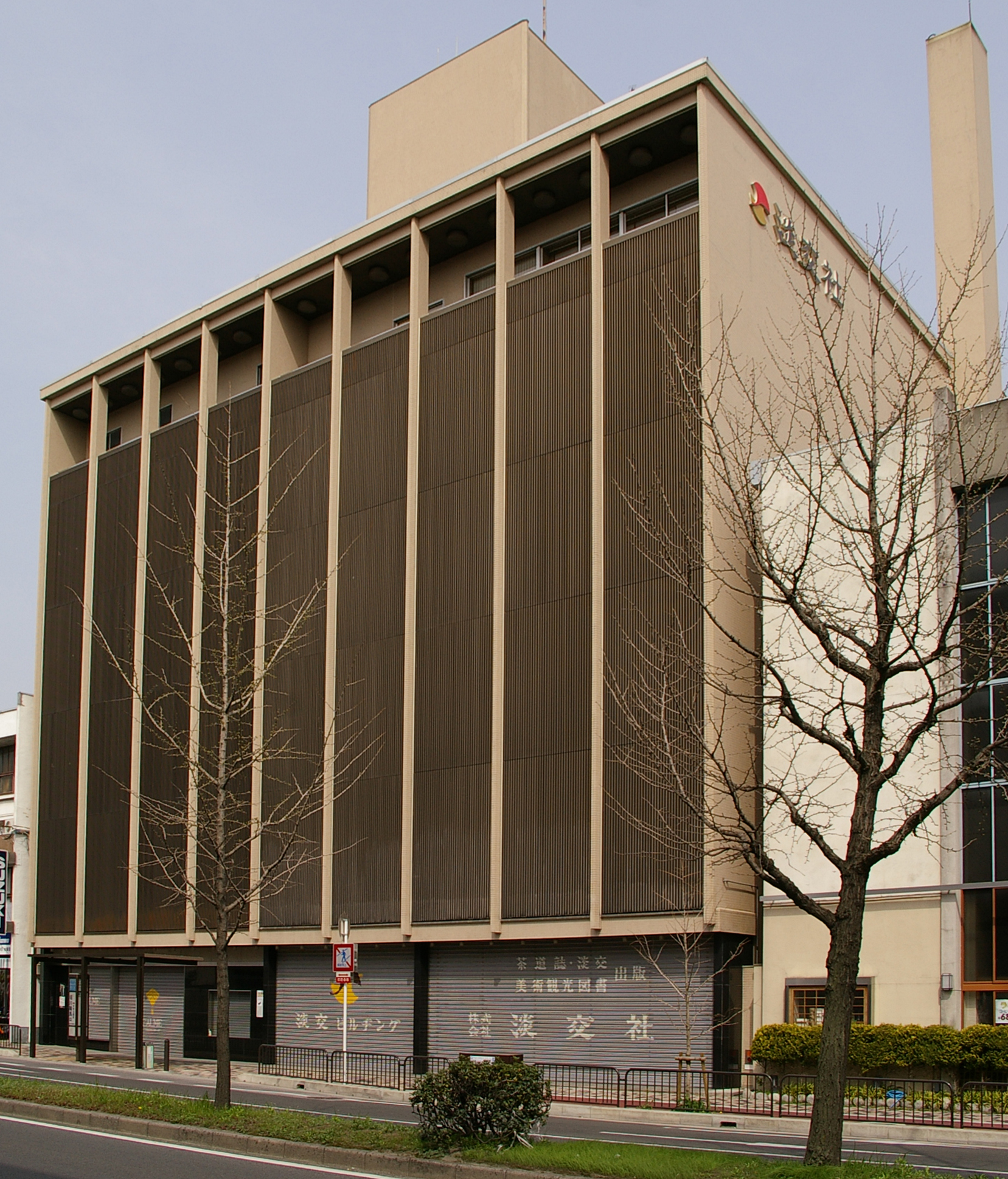
Bureaux de Tankōsha.
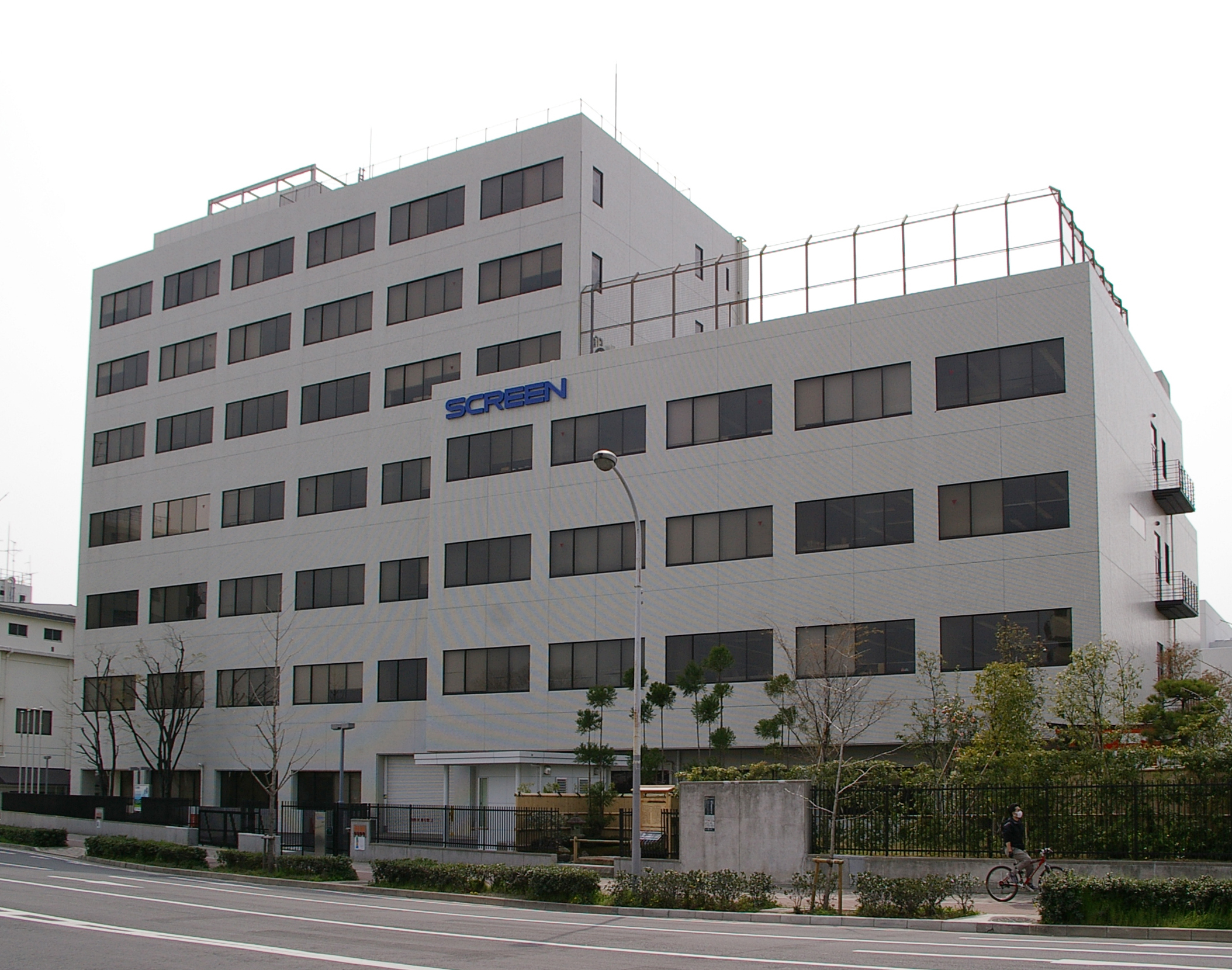
SCREEN Holdings.
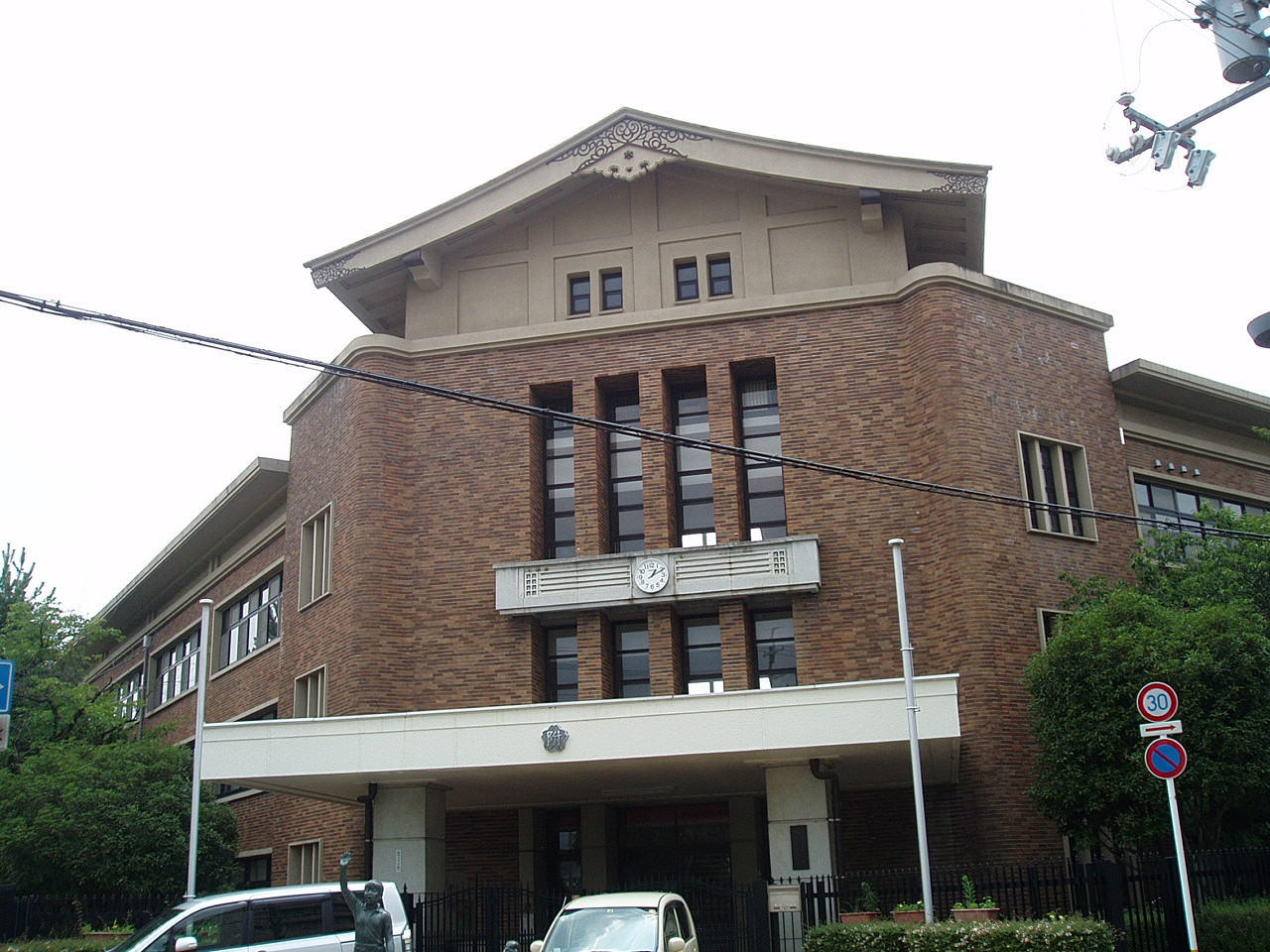
L'école affiliée.

L'allée boisée le long de Shimei est nommée le parc Shimei-Seseragi (紫明せせらぎ公園) et est divisé en sept sections : le parc 1 est situé entre Kamo et Higashikamifusa, le parc 2 entre Higashikamifusa et Karasuma, le parc 3 de Karasuma à Kamifusa, le parc 4 de Kamifusa à Muromachi, le parc 5 de Muromachi à Koromonotana, le parc 6 de Koromonotana à Shinmachi et le dernier entre Ogawa et Horikawa. Le fleuve Hori du canal du lac Biwa traverse les sept parcs et l'on trouve une chute de barrage au premier parc,. Le parc lui-même est une vieille pépinière de  ginkgos, et c'est pour cela qu'un grand nombre d'entre eux se trouvent sur la rue. Ils sont toujours plantés de nos jours.  

### Médiagraphie
- Université Ōtani, 紫明近隣昔の写真展, Kyoto, exposition organisée le 7 décembre 2004.